# Kallima jadyae
Kallima jadyae är en fjärilsart som beskrevs av Fox 1968. Kallima jadyae ingår i släktet Kallima och familjen praktfjärilar. Inga underarter finns listade i Catalogue of Life.